# سیارک ۲۲۹۵۷
سیارک ۲۲۹۵۷ (به انگلیسی: 22957 Vaintrob، نامگذاری:1999TR270) بیست و دو هزار و نهصد و پنجاه و هفتمین سیارک کشف شده‌است که در ۳ اکتبر ۱۹۹۹ کشف شد.
قدر مطلق سیارک برابر ۷.۸ است.